# Ákos Kertész
Dans le nom hongrois Kertész Ákos, le nom de famille précède le prénom, mais cet article utilise l’ordre habituel en français Ákos Kertész, où le prénom précède le nom.
Ákos Kertész, né le 18 juillet 1932 à Budapest et mort le 7 décembre 2022, est un écrivain, auteur dramatique et scénariste hongrois qui a obtenu en 2008 le Prix Kossuth, la plus haute récompense littéraire de Hongrie. 

## Biographie
Après l'école secondaire à Budapest (1950), il n'est pas admis à l'université en raison de ses origines juives et doit travailler dans une carrosserie puis dans une usine automobile (1954-1966). 
Il publie en 1962 son premier recueil, Amour de la banalité (Hétköznapok szerelme) et travaille dans le Cinéma à partir de 1966. De 1994 à 1997, il est aussi rédacteur à la Revue Élet és Irodalom (Vie et littérature). 
Son roman Makra a été traduit en douze langues et a été vendu à plus d'1,2 million d'exemplaires dans le monde.
Le 29 août 2011, il écrit une lettre ouverte dans le journal hongrois Amerikai Népszava à propos du caractère hongrois, affirmant dans une formule frappante : « le Hongrois est de façon génétique un inférieur » qui depuis mille ans ruse ou obéit et ne ressent aucun remords pour les crimes historiques comme la Shoah. La polémique prend une telle ampleur qu'il doit même démissionner de son statut de Citoyen d'honneur de Budapest.
Menacé en Hongrie, en 2012, il a demandé l'asile politique au Canada où il vit depuis lors.

## Œuvres
- Hétköznapok szerelme (1962)
- Sikátor (1965)
- Makra (1971)
- Névnap (1972)
- Witwen (1976)
- Vdovy (1976)
- Jmeniny (1978)
- Kasparek (1979)
- Családi ház manzárddal (1982)
- Aki mer, az nyer (1984)
- Huszonegy (1984)
- A világ rendje (1984)
- Namnsdagen (1984)
- Gimenes māja ar mansardu (1987)
- Makura (1988)
- Zakariás (1990)
- Másnaposság (1990)
- A gyűlölet ára (1992)
- Tündérmesék (1999)
- A tisztesség ára (2000)
- Zé és más történetek (2000)
- Még a kapanyél is elsülhet (2001)
- Brúnó, Borcsa, Benjámin… (2004)
- A Nap utcai fiúk (2006)
- A romazsaru, roman policier (2009)
- Égszakadás, földindulás : napló miniatúrák : kisesszék és publicisztikai írások (2009)
- Még a kapanyél is elsülhet, roman historique (2010)
- Zakariás, roman (2010)
- Tigrisbunda (2011)
- Jónás Ninivében: publicisztikák, essai, (2011)

En français
- Un Nouveau, Revue Europe no 411-412, 1963, p. 200-206
- Le prix de l'honnêteté: la véritable histoire d'une enquête policière, traduction de Georges Kassai et Gilles Bellamy (2004)
- Makra, traduction de G. Kassai et G. Bellamu (2007)

## Récompenses et distinctions
- Prix SZOT (1966)
- Prix Attila József (1972, 1984)
- Award Nonfiction Book Publishers (1981)
- Livre de l'année (1990)
- Prix Art Fund de littérature (1991)
- Croix d'Officier de l'Ordre du Mérite (1992)
- Prix Arany János (1999)
- Prix Hazám (2002)
- Citoyen d'honneur de Budapest (2002, 2011 révoqué)
- Ordre du mérite de la République hongroise (2004)
- Prix Kossuth (2008)